# Don Benito
Don Benito (asztur-leóni és extremadurai nyelven Don Benitu) település Spanyolországban, Badajoz tartományban. Don Benito Acedera, Villar de Rena, Rena, Villanueva de la Serena, La Haba, Quintana de la Serena, Valle de la Serena, Oliva de Mérida, Manchita, Guareña, Mengabril, Medellín, Santa Amalia, Miajadas, Almoharín, Campo Lugar, Madrigalejo, Orellana la Vieja és La Coronada községekkel határos. Lakosainak száma 37 728 fő (2024).

## Népesség
A település népessége az utóbbi években az alábbiak szerint változott:
| Lakosok száma | 31 729 | 32 783 | 34 051 | 35 791 | 36 660 | 37 011 | 36 975 | 37 151 | 37 275 | 37 728 |
|               | 2001   | 2004   | 2006   | 2009   | 2011   | 2014   | 2016   | 2019   | 2021   | 2024   |